# BiCMOS
Pour les articles homonymes, voir CMOS.
BiCMOS (contraction de Bipolar-CMOS) est le nom d'une technique de circuit intégré alliant les avantages du CMOS et du bipolaire en un seul circuit intégré,. Plus récemment, les procédés bipolaires ont été étendus pour inclure des dispositifs à haute mobilité utilisant des jonctions silicium-germanium.
Les transistors bipolaires offrent une grande vitesse, un gain élevé et une faible impédance de sortie avec une consommation d'énergie relativement élevée par composant. Ce sont d'excellentes propriétés pour les amplificateurs analogiques haute fréquence, notamment les amplificateurs RF à faible bruit qui n'utilisent que quelques composants actifs, tandis que la technologie CMOS offre une résistance d'entrée élevée et est excellente pour construire un grand nombre de portes logiques à faible puissance. Dans un procédé BiCMOS, le profil de dopage et d'autres caractéristiques du procédé peuvent être orientés de manière à favoriser les dispositifs CMOS ou bipolaires. Par exemple, Global Foundries (anciennement IBM) propose un procédé BiCMOS7WL de base en 180 nm et plusieurs autres procédés BiCMOS optimisés de diverses manières.
Les microprocesseurs Pentium, Pentium Pro, and SuperSPARC utilisent BiCMOS.
Un type de technologie BiCMOS est la technologie bipolaire-CMOS-DMOS (BCD), qui combine le BiCMOS avec le DMOS (MOS à double diffusion), un type de technologie MOSFET de puissance. La technologie BCD combine trois procédés de fabrication semi-conducteurs sur une puce de circuit intégré de puissance : bipolaire pour les fonctions analogiques précises, CMOS pour la conception numérique et DMOS pour les éléments d'électronique de puissance et de haute tension. Il existe deux types de BCD : les BCD haute tension et les BCD haute densité. Ils ont une large gamme d'applications, comme le BCD silicium sur isolant (SOI) utilisé pour l'électronique médicale, la sécurité automobile et la technologie audio.

## Désavantages
Certains des avantages de la fabrication CMOS, par exemple le coût très bas de la production de masse, ne sont pas directement transférables à la fabrication BiCMOS. Une difficulté inhérente vient du fait qu'il est impossible d'optimiser à la fois les composants transistors bipolaire et MOS du procédé sans ajouter de nombreuses étapes de fabrication supplémentaires et, par conséquent, augmenter le coût du procédé et réduire le rendement. Enfin, dans le domaine de la logique haute performance, le BiCMOS ne pourra jamais offrir une consommation d'énergie aussi faible qu'un procédé de fonderie optimisé pour le CMOS seul, en raison du potentiel de courant de fuite plus élevé en mode veille.

## Histoire
En juillet 1968, Hung-Chang Lin et Ramachandra R. lyer ont fait la démonstration d'un amplificateur audio intégré bipolaire-MOS (BiMOS), combinant les technologies du transistor bipolaire et du transistor métal-oxyde-semiconducteur (MOS), à la Westinghouse Electric Corporation. Hung-Chang Lin et Ramachandra R. Iyer ont ensuite conçu, avec C.T. Ho, le premier circuit intégré BiCMOS, combinant les technologies bipolaire et CMOS sur un seul circuit intégré, chez Westinghouse en octobre 1968,. En 1984, un circuit intégré LSI BiCMOS a été développé par une équipe de recherche Hitachi dirigée par H. Higuchi, Goro Kitsukawa et Takahide Ikeda.